# Jagoštica
Jagoštica (en serbe cyrillique Јагоштица) est un village de Serbie situé dans la municipalité de Bajina Bašta, district de Zlatibor. Au recensement de 2011, il comptait 65 habitants.
Jagoštica est située dans les gorges de la Drina.

## Démographie
| 1948 | 1953 | 1961 | 1971 | 1981 | 1991 | 2002 | 2011 |
| ---- | ---- | ---- | ---- | ---- | ---- | ---- | ---- |
| 537  | 532  | 441  | 334  | 261  | 188  | 152  | 65   |

|  |